# روغن مار (فیلم)
روغن مار فیلمی به کارگردانی، نویسندگی و تهیه‌کنندگی علیرضا داوودنژاد محصول سال ۱۳۹۴ است.